# Şamaxı FK
Az Keşlə FK egy azeri labdarúgócsapat, székhelye a fővárosban, Bakıban található. Jelenleg az azeri élvonalban szerepel. Legnagyobb sikerét 2008-ban érte el, amikor bajnoki címet ünnepelt.

## Korábbi elnevezései
- 1997–2004: Xəzər Universiteti (közelítő kiejtés: Hazar Universzitéti)
- 2004–2017: İnter (közelítő kiejtés: Inter)

2017 nyara óta jelenlegi nevén szerepel.

## Sikerei
- Azeri bajnokság (Premyer Liqası)
  - Bajnok (2 alkalommal): 2008, 2010
  - Ezüstérmes (1 alkalommal): 2009

- Azeri kupa (Azərbaycan Milli Futbol Kuboku)
  - Ezüstérmes (4 alkalommal): 2005, 2008, 2009, 2011

## Eredményei

### Európaikupa-szereplés

#### Összesítve
| Kupa            | J | Gy | D | V | Rg | Kg |
| --------------- | - | -- | - | - | -- | -- |
| Bajnokok Ligája | 4 | 0  | 3 | 1 | 2  | 4  |
| Intertotó-kupa  | 4 | 3  | 0 | 1 | 6  | 4  |
| Összesítve      | 8 | 3  | 3 | 2 | 8  | 8  |

#### Szezonális bontásban
| Idény     | Kupa            | Forduló         | Klub           | 1. mérkőzés | 2. mérkőzés |
| --------- | --------------- | --------------- | -------------- | ----------- | ----------- |
| 2004      | Intertotó-kupa  | 1. forduló      | SC Bregenz     | 3–0 (V)     | 2–1 (H)     |
| 2004      | Intertotó-kupa  | 2. forduló      | Tampere United | 0–3 (V)     | 1–0 (H)     |
| 2008–2009 | Bajnokok Ligája | 1. selejtezőkör | FK Rabotnicski | 0–0 (H)     | 1–1(V)      |
| 2008–2009 | Bajnokok Ligája | 2. selejtezőkör | FK Partizan    | 1–1 (H)     | 0–2 (V)     |

Megj.:
- H = hazai pályán
- V = idegenben